# Sobótka
Sobótka é um município da Polônia, na voivodia da Baixa Silésia e no condado de Breslávia. Estende-se por uma área de 32,20 km², com 6 965 habitantes, segundo os censos de 2016, com uma densidade de 216 hab/km².